# Kate Brown
Katherine Brown, detta Kate (Torrejón de Ardoz, 21 giugno 1960), è una politica statunitense, governatrice dell'Oregon dal 2015 al 2023.

## Biografia
Nata in Spagna, a Torrejón de Ardoz, Madrid, dove il padre prestava servizio come membro dell'Air Force, la Brown crebbe nel Minnesota.
Dopo la laurea in legge, trovò lavoro come avvocato nell'Oregon. Entrata in politica con il Partito Democratico, nel 1991 venne scelta per rimpiazzare una collega dimissionaria alla Camera dei Rappresentanti dell'Oregon, la camera bassa della legislatura statale. Nel 1996 venne eletta al Senato, la camera alta della legislatura, dove rimase per dodici anni.
Nel 2008 si candidò alla carica di Segretario di Stato dell'Oregon e riuscì a vincere, per poi essere riconfermata per un secondo mandato nel 2012.
Nel 2015 l'allora governatore dell'Oregon John Kitzhaber annunciò le sue dimissioni in seguito ad uno scandalo che lo vedeva coinvolto con l'accusa di corruzione; secondo le leggi dell'Oregon, un governatore dimissionario viene succeduto dalla seconda carica dello stato, che in quel momento era la Brown. In questo modo Kate Brown divenne governatrice dell'Oregon: si tratta della seconda donna ad occupare questa carica dopo Barbara Roberts.
Sposata con Dan Little, la Brown si identifica come bisessuale. È la prima persona bisessuale a divenire governatore negli Stati Uniti.